# Joe Siracuse
Joe Siracuse (* ca. 1921, † nach 1971) war ein Tontechniker des United Sound Studios, Detroit.

## Arbeit
Joe Siracuse war Sohn von James „Jimmy“ Siracuse, dem Besitzer des United Sound Studios in Detroit.
Er zeichnete von 1948 bis 1952 für die Aufnahmen des Bluesmusikers John Lee Hooker verantwortlich, darunter sein Debüt Boogie Chillen’. Die Aufnahmen von Siracuse zeichnen sich durch eine hohe Klarheit aus, sodass sogar das Auflegen der Finger auf den Saiten zu hören ist. In der Aufnahme von I'm In the Mood (1951) ist Hookers Stimme mit Echoeffekt zu hören, der auf damals noch neuartige Overdubbing zurückzuführen ist. Auch für Jackie Wilson machte er zu dieser Zeit Aufnahmen.
1971 verkaufte er das Studio an den Plattenproduzenten Don Davis (1938–2014).